# Museo de Oficios Antiguos Monegros
El Museo de Oficios Antiguos Monegros es un museo de la localidad de Sena, Huesca (España), que cuenta con una colección de objetos y utensilios relacionados con los antiguos oficios históricos y enseres domésticos de la región natural de Monegros.
El museo recoge casi 6000 antigüedades restauradas correspondientes a más de 60 oficios, incluidos aperos agrícolas, y recreación de espacios dedicados a los trabajos y utensilios del hogar.

## Particularidades
El museo consta de tres plantas en las que se exhiben oficios, secciones y estancias, divididos en unas 120 temáticas. Los oficios representados ascienden a un total de 65, entre los que destacan el herrero, el cantero, el carpintero, el tonelero, el cristalero, el cerrajero, el soguero, el adobero o el cañicero.
Entre las numerosas secciones divididas por temas se encuentra la religión, el cine, la lana, el café, el alumbrado, el horno, el chocolate, los niños, el tabaco, el esparto, los pozos o la música. En cuanto a las estancias, recrean espacios tradicionales de la época como un hogar, una tienda, una peluquería-barbería o una escuela. Parte del piso superior está dedicada al pueblo de Sena y, entre las piezas que se exponen, el promotor del museo ha destacado "dos carros restaurados por uno de los últimos maestros carreteros de la localidad".